# The Silencing
Pour plus de détails, voir Fiche technique et Distribution.
The Silencing(Le silence) est un thriller d'action policière américano-canadien réalisé par Robin Pront, sorti en 2020.

## Synopsis
Depuis la disparition non résolue de sa fille Gwen, un ancien chasseur, Rayburn, s'est coupé du monde et vit isolé dans une réserve animalière. Déterminé à retrouver son enfant, il continue à coller des affiches dans sa petite ville.   
Quand le cadavre d'une jeune fille est trouvé, l'enquête du shérif Alice Gustafson révèle qu'elle a été tuée d'une sagaie, tirée à l'aide d'un propulseur, par un tueur en série qui chasse des adolescentes.  
Persuadé qu'il est aussi l'assassin de Gwen, Rayburn est prêt à tout pour le retrouver et se venger. Une traque sans merci s'engage dans la forêt. 

## Fiche technique
- Titre original et français : The Silencing
- Réalisation : Robin Pront
- Scénario : Micah Ranum
- Montage : Colin Campbell
- Musique : Brooke et Will Blair
- Photographie : Manuel Dacosse
- Production : Cybill Lui Eppich
- Sociétés de production : Saban Films, Anova Pictures et XYZ Films
- Société de distribution : Saban Films
- Pays d'origine :  États-Unis,  Canada
- Langue originale : anglais
- Format : couleur - 2.35:1
- Genre : thriller, action, policier
- Durée : 93 minutes
- Dates de sortie  :
  -  États-Unis : 
    - 16 juillet 2020 (en VOD)
    - 14 août 2020 (en salles)

  -  France : 4 novembre 2020 (en VOD et DVD)

## Distribution
- Nikolaj Coster-Waldau (VF : Damien Boisseau) : Rayburn Swanson
- Annabelle Wallis (VF : Dorothée Pousséo) : shérif Alice Gustafson
- Hero Fiennes-Tiffin (VF : Jim Redler) : Brooks Gustafson
- Zahn McClarnon (VF : Yann Guillemot) : Karl Blackhawk
- Melanie Scrofano (VF : Christèle Billault) : Debbie
- Shaun Smyth : Dr. Boone